# لکسی لاو
لکسی لاو (انگلیسی: Lexi Love؛ زاده ۲۳ دسامبر ۱۹۸۰) یک بازیگر پورنوگرافی اهل ایالات متحده آمریکا است.